# Gautegiz Arteaga
Gautegiz Arteaga (auch Arteaga, spanisch Gautéguiz de Arteaga) ist eine Gemeinde (Municipio) in der spanischen Provinz Bizkaia der Autonomen Gemeinschaft Baskenland in der Comarca Busturialdea (Duranguesado). Gautegiz Arteaga hat 878 Einwohnern (Stand: 2024), die mehrheitlich baskischsprachig sind, und besteht aus den Ortschaften Basetxeta, Isla Goikoa, Isla Bekoa, Kanala, Muruetagane, Orueta, Ozollo, Tremoia und Zelaieta.

## Lage
Gautegiz Arteaga liegt etwa 28 Kilometer ostnordöstlich von Bilbao in einer Höhe von ca. 50 m. Der Oka begrenzt die Gemeinde im Westen.  

## Einwohnerentwicklung
| 1970 | 1981 | 1991 | 2001 | 2011 | 2021 |
| ---- | ---- | ---- | ---- | ---- | ---- |
| 977  | 759  | 752  | 848  | 879  | 854  |

## Sehenswürdigkeiten
- Kaiser-Eugenia-Schloss (Castillo de la Emperatriz Eugenia de Montijo oder Castillo de Arteaga), frühere Burganlage, die für Eugénie de Montijo errichtet wurde
- Marienkirche
- Vogelcenter
- Rathaus

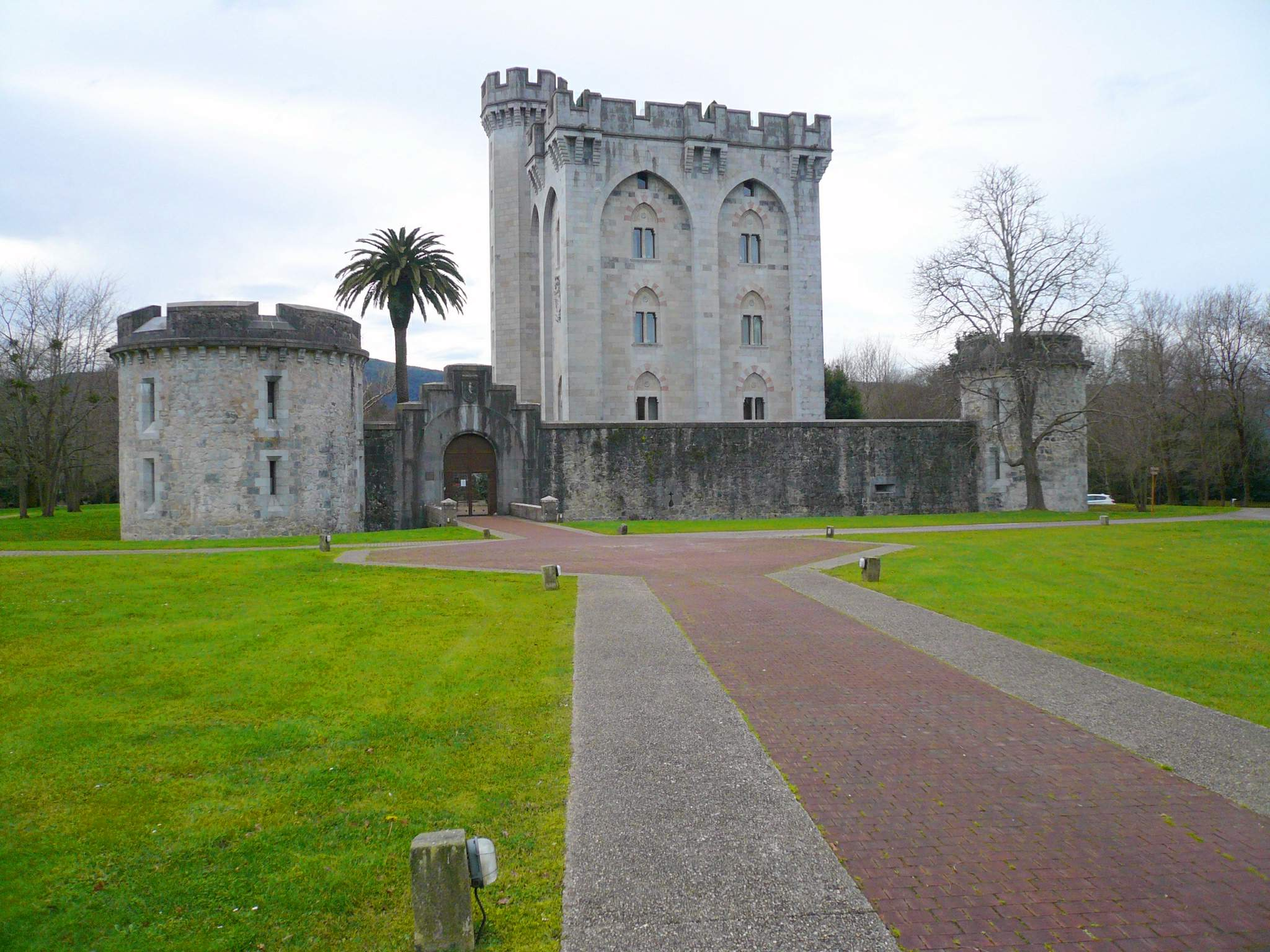
Kaiser-Eugenia-Schloss
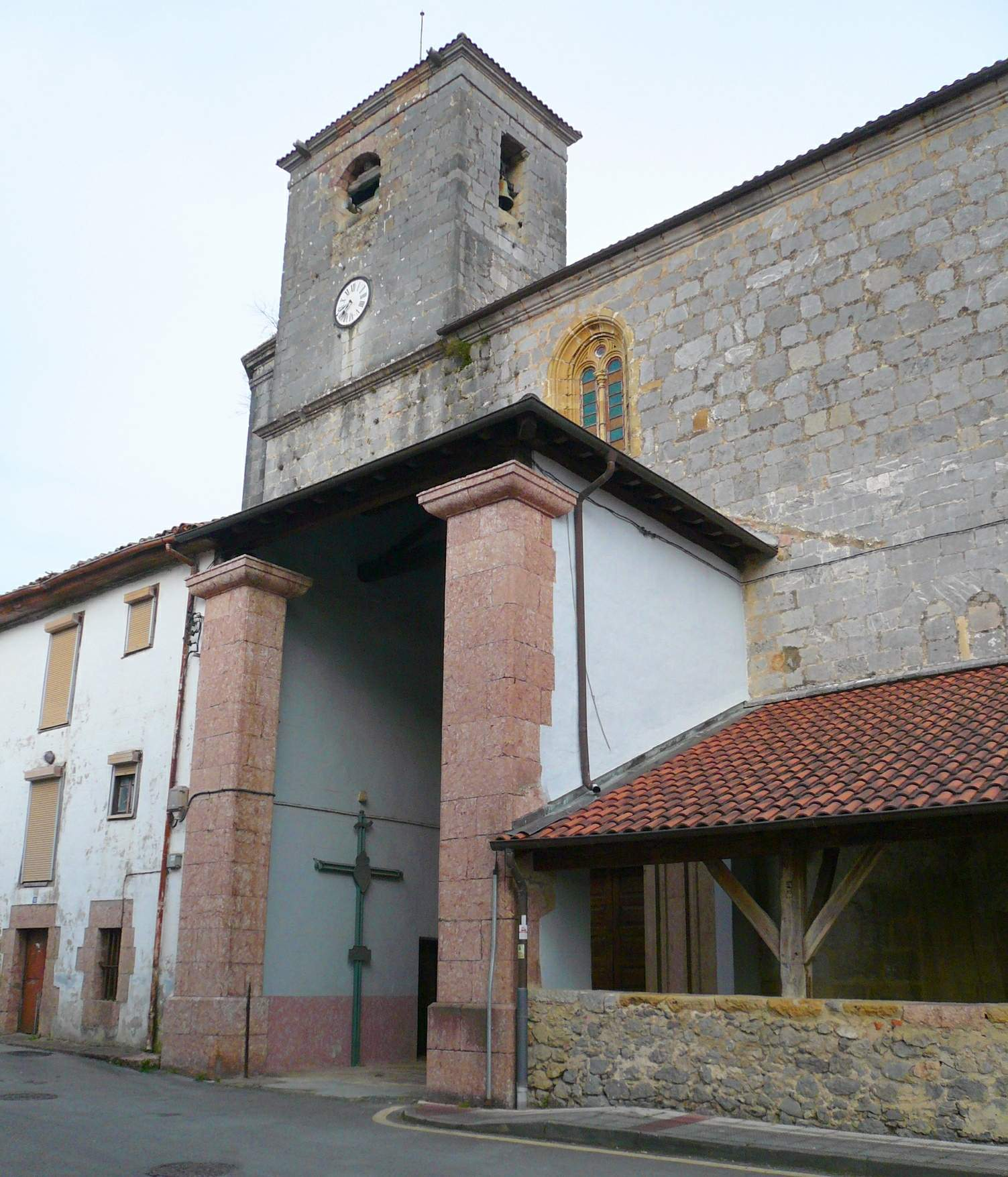
Marienkirche
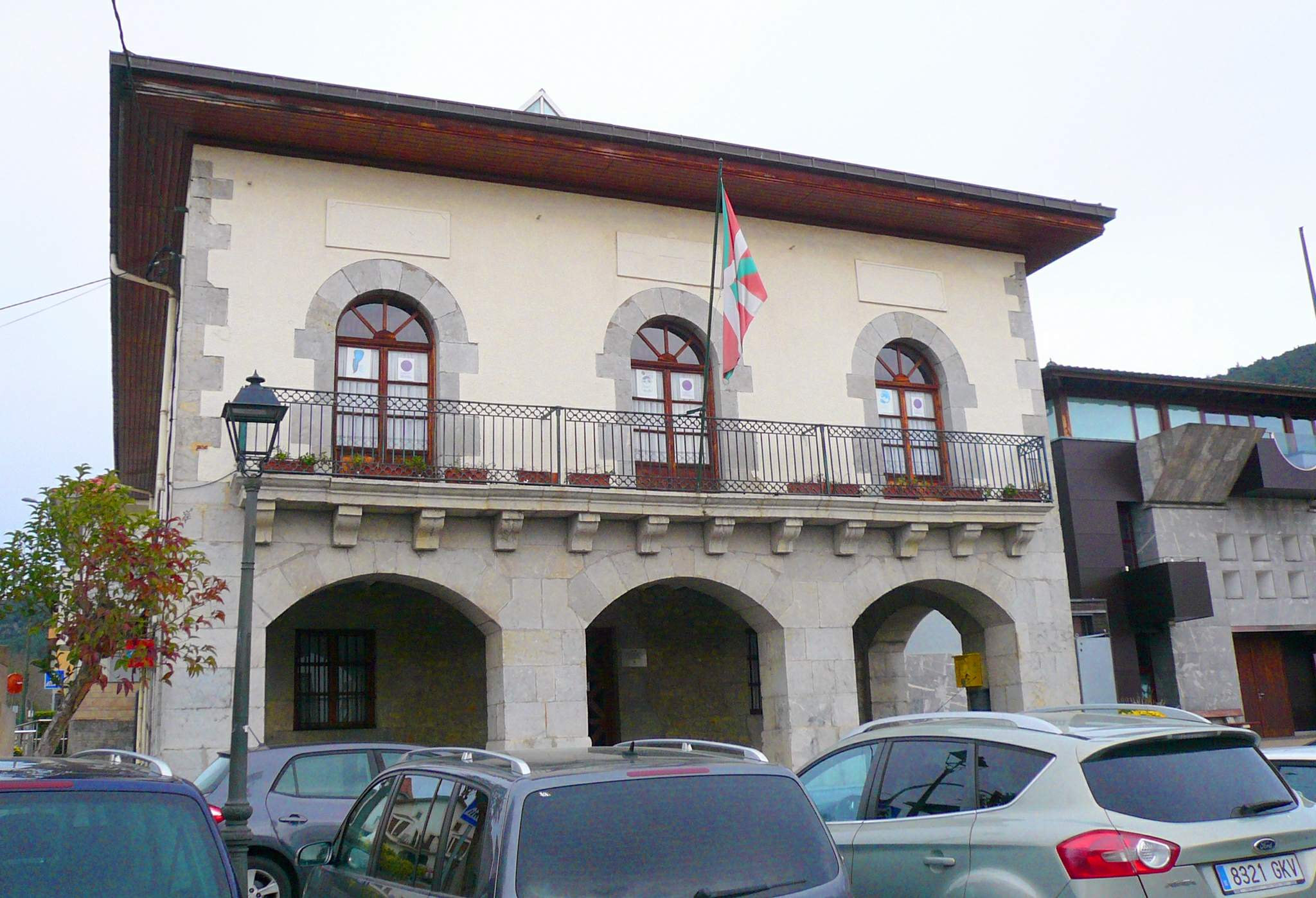
Rathaus